# Temporada 1994-95 de los Houston Rockets
La temporada 1994-95 fue la vigesimocuarta de los Houston Rockets en su localización de Texas, y la vigesimoctava en la NBA, tras haber jugado las cuatro primeras en San Diego (California). La temporada regular acabó con 47 victorias y 35 derrotas, ocupando el sexto puesto de la conferencia Oeste, clasificándose para los playoffs, en los que proclamaron nuevamente campeones de la NBA, tras barrer en las Finales a los Orlando Magic, logrando su segundo título consecutivo de su historia, el último hasta la fecha.

## Elecciones en elDraft
| Ronda | Puesto | Jugador        | Posición  | Nacionalidad   | Universidad/Club |
| ----- | ------ | -------------- | --------- | -------------- | ---------------- |
| 2     | 53     | Albert Burditt | Ala-Pívot | Estados Unidos | Texas            |

## Temporada regular
| División Medio Oeste   | División Medio Oeste | División Medio Oeste | División Medio Oeste | División Medio Oeste | División Medio Oeste | División Medio Oeste | División Medio Oeste | División Medio Oeste |
| Equipo                 | G                    | P                    | %                    | PD                   | Casa                 | Fuera                | Div                  |                      |
| ---------------------- | -------------------- | -------------------- | -------------------- | -------------------- | -------------------- | -------------------- | -------------------- | -------------------- |
| y-San Antonio Spurs    | 62                   | 20                   | .756                 | —                    | 33–8                 | 29–12                | 20–6                 |                      |
| x-Utah Jazz            | 60                   | 22                   | .732                 | 2                    | 33–8                 | 27–14                | 17–9                 |                      |
| x-Houston Rockets      | 47                   | 35                   | .573                 | 15                   | 25–16                | 22–19                | 13–13                |                      |
| x-Denver Nuggets       | 41                   | 41                   | .500                 | 21                   | 23–18                | 18–23                | 13–13                |                      |
| Dallas Mavericks       | 36                   | 46                   | .439                 | 26                   | 19–22                | 17–24                | 11–15                |                      |
| Minnesota Timberwolves | 21                   | 61                   | .256                 | 41                   | 13–28                | 8–33                 | 4–22                 |                      |

## Playoffs

### Primera ronda
Houston Rockets  vs. Utah Jazz
| Fecha       | Partido                             | Ciudad  |
| ----------- | ----------------------------------- | ------- |
| 27 de abril | Utah Jazz 102, Houston Rockets 100  | Utah    |
| 29 de abril | Utah Jazz 126, Houston Rockets 140  | Utah    |
| 3 de mayo   | Houston Rockets 82, Utah Jazz 95    | Houston |
| 5 de mayo   | Houston Rockets 123, Utah Jazz 106  | Houston |
| 7 de mayo   | Utah Jazz 91, Houston Rockets 95    | Utah    |
|             | Houston Rockets gana las series 3-2 |         |

### Semifinales de Conferencia
Phoenix Suns vs. Houston Rockets 
| Fecha      | Partido                               | Ciudad  |
| ---------- | ------------------------------------- | ------- |
| 9 de mayo  | Phoenix Suns 130, Houston Rockets 108 | Phoenix |
| 11 de mayo | Phoenix Suns 118, Houston Rockets 94  | Phoenix |
| 13 de mayo | Houston Rockets 118, Phoenix Suns 85  | Houston |
| 14 de mayo | Houston Rockets 110, Phoenix Suns 114 | Houston |
| 16 de mayo | Phoenix Suns 97, Houston Rockets 103  | Phoenix |
| 18 de mayo | Houston Rockets 116, Phoenix Suns 103 | Houston |
| 20 de mayo | Phoenix Suns 114, Houston Rockets 115 | Phoenix |
|            | Houston Rockets gana las series 4-3   |         |

### Finales de Conferencia
San Antonio Spurs  vs. Houston Rockets
| Fecha      | Partido                                    | Ciudad      |
| ---------- | ------------------------------------------ | ----------- |
| 22 de mayo | San Antonio Spurs 93, Houston Rockets 94   | San Antonio |
| 24 de mayo | San Antonio Spurs 96, Houston Rockets 106  | San Antonio |
| 26 de mayo | Houston Rockets 102, San Antonio Spurs 107 | Houston     |
| 28 de mayo | Houston Rockets 81, San Antonio Spurs 103  | Houston     |
| 30 de mayo | San Antonio Spurs 90, Houston Rockets 111  | San Antonio |
| 1 de junio | Houston Rockets 100, San Antonio Spurs 95  | Houston     |
|            | Houston Rockets gana las series 4-2        |             |

### Finales de la NBA
Orlando Magic  vs. Houston Rockets
| Fecha       | Partido                                | Ciudad  |
| ----------- | -------------------------------------- | ------- |
| 7 de junio  | Orlando Magic 118, Houston Rockets 120 | Orlando |
| 9 de junio  | Orlando Magic 106, Houston Rockets 117 | Orlando |
| 11 de junio | Houston Rockets 106, Orlando Magic 103 | Houston |
| 14 de junio | Houston Rockets 113, Orlando Magic 101 | Houston |
|             | Houston Rockets gana las series 4-0    |         |

## Estadísticas

### Temporada regular
| Rk | Jugador         | Edad | P  | PT | MP   | TC   | TCI  | %TC  | T3  | T3I | %T3  | TL  | TLI | %TL  | RO  | RD  | RT   | AS  | RB  | TAP | BP  | FP  | PTS  |
| -- | --------------- | ---- | -- | -- | ---- | ---- | ---- | ---- | --- | --- | ---- | --- | --- | ---- | --- | --- | ---- | --- | --- | --- | --- | --- | ---- |
| 1  | Hakeem Olajuwon | 32   | 72 | 72 | 39.6 | 11.1 | 21.5 | .517 | 0.0 | 0.2 | .188 | 5.6 | 7.5 | .756 | 2.4 | 8.4 | 10.8 | 3.5 | 1.8 | 3.4 | 3.3 | 3.5 | 27.8 |
| 2  | Clyde Drexler   | 32   | 35 | 34 | 37.1 | 7.6  | 15.0 | .506 | 1.7 | 4.8 | .357 | 4.5 | 5.5 | .809 | 1.9 | 5.1 | 7.0  | 4.4 | 1.8 | 0.7 | 2.5 | 2.5 | 21.4 |
| 3  | Otis Thorpe     | 32   | 36 | 35 | 33.0 | 5.7  | 10.2 | .563 | 0.0 | 0.1 | .000 | 1.9 | 3.5 | .528 | 3.1 | 5.8 | 8.9  | 1.6 | 0.6 | 0.4 | 2.1 | 2.8 | 13.3 |
| 4  | Robert Horry    | 24   | 64 | 61 | 32.4 | 3.8  | 8.4  | .447 | 1.3 | 3.5 | .379 | 1.3 | 1.8 | .761 | 1.3 | 3.8 | 5.1  | 3.4 | 1.5 | 1.2 | 1.9 | 2.5 | 10.2 |
| 5  | Vernon Maxwell  | 29   | 64 | 54 | 31.8 | 4.8  | 12.1 | .394 | 2.2 | 6.9 | .324 | 1.5 | 2.3 | .688 | 0.3 | 2.3 | 2.6  | 4.3 | 1.2 | 0.2 | 2.1 | 2.5 | 13.3 |
| 6  | Kenny Smith     | 29   | 81 | 81 | 25.1 | 3.5  | 7.3  | .484 | 1.8 | 4.1 | .429 | 1.6 | 1.8 | .851 | 0.3 | 1.6 | 1.9  | 4.0 | 0.9 | 0.1 | 1.5 | 1.3 | 10.4 |
| 7  | Mario Elie      | 31   | 81 | 13 | 23.4 | 3.0  | 6.0  | .499 | 1.0 | 2.5 | .398 | 1.8 | 2.1 | .842 | 0.6 | 1.8 | 2.4  | 2.3 | 0.8 | 0.1 | 1.3 | 2.0 | 8.8  |
| 8  | Sam Cassell     | 25   | 82 | 1  | 23.0 | 3.1  | 7.2  | .427 | 0.8 | 2.3 | .330 | 2.6 | 3.1 | .843 | 0.5 | 2.1 | 2.6  | 4.9 | 1.1 | 0.2 | 2.0 | 2.5 | 9.5  |
| 9  | Carl Herrera    | 28   | 61 | 26 | 21.8 | 2.8  | 5.4  | .523 | 0.0 | 0.0 | .000 | 1.2 | 1.9 | .624 | 1.6 | 3.0 | 4.6  | 0.7 | 0.7 | 0.6 | 1.2 | 2.2 | 6.8  |
| 10 | Chucky Brown    | 26   | 41 | 14 | 19.9 | 2.6  | 4.2  | .603 | 0.0 | 0.1 | .333 | 0.9 | 1.5 | .613 | 1.6 | 3.0 | 4.6  | 0.7 | 0.3 | 0.3 | 0.7 | 2.6 | 6.1  |
| 11 | Pete Chilcutt   | 26   | 68 | 17 | 19.8 | 2.1  | 4.8  | .445 | 0.5 | 1.3 | .407 | 0.5 | 0.6 | .738 | 1.6 | 3.1 | 4.7  | 1.0 | 0.4 | 0.6 | 0.9 | 1.7 | 5.3  |
| 12 | Charles Jones   | 37   | 3  | 0  | 12.0 | 0.3  | 1.0  | .333 | 0.0 | 0.0 |      | 0.3 | 0.7 | .500 | 0.7 | 1.7 | 2.3  | 0.0 | 0.0 | 0.3 | 0.0 | 2.7 | 1.0  |
| 13 | Tim Breaux      | 24   | 42 | 2  | 8.1  | 1.1  | 2.9  | .372 | 0.1 | 0.6 | .240 | 0.8 | 1.2 | .653 | 0.4 | 0.4 | 0.8  | 0.4 | 0.3 | 0.1 | 0.4 | 0.6 | 3.0  |
| 14 | Tracy Murray    | 23   | 25 | 0  | 8.1  | 1.3  | 3.2  | .400 | 0.8 | 1.8 | .422 | 0.2 | 0.3 | .625 | 0.1 | 0.8 | 0.9  | 0.2 | 0.3 | 0.1 | 0.6 | 1.2 | 3.5  |
| 15 | Scott Brooks    | 29   | 28 | 0  | 6.6  | 1.3  | 2.3  | .538 | 0.3 | 0.6 | .471 | 0.6 | 0.8 | .857 | 0.0 | 0.4 | 0.5  | 0.8 | 0.3 | 0.0 | 0.5 | 0.5 | 3.4  |
| 16 | Žan Tabak       | 24   | 37 | 0  | 4.9  | 0.6  | 1.4  | .453 | 0.0 | 0.0 | .000 | 0.7 | 1.2 | .614 | 0.6 | 0.9 | 1.5  | 0.1 | 0.1 | 0.2 | 0.5 | 1.0 | 2.0  |
| 17 | Adrian Caldwell | 28   | 7  | 0  | 4.3  | 0.1  | 0.6  | .250 | 0.0 | 0.0 |      | 0.4 | 0.9 | .500 | 0.1 | 1.3 | 1.4  | 0.0 | 0.1 | 0.0 | 0.1 | 0.9 | 0.7  |

### Playoffs
| Rk | Jugador         | Edad | P  | PT | MP   | TC   | TCI  | %TC   | T3  | T3I | %T3  | TL  | TLI | %TL   | RO  | RD  | RT   | AS  | RB  | TAP | BP  | FP  | PTS  |
| -- | --------------- | ---- | -- | -- | ---- | ---- | ---- | ----- | --- | --- | ---- | --- | --- | ----- | --- | --- | ---- | --- | --- | --- | --- | --- | ---- |
| 1  | Hakeem Olajuwon | 32   | 22 | 22 | 42.2 | 13.9 | 26.2 | .531  | 0.1 | 0.2 | .500 | 5.0 | 7.4 | .681  | 2.0 | 8.3 | 10.3 | 4.5 | 1.2 | 2.8 | 3.1 | 4.3 | 33.0 |
| 2  | Clyde Drexler   | 32   | 22 | 22 | 38.6 | 7.0  | 14.6 | .481  | 1.4 | 4.5 | .303 | 5.0 | 6.4 | .786  | 2.0 | 5.0 | 7.0  | 5.0 | 1.5 | 0.7 | 2.0 | 3.1 | 20.5 |
| 3  | Robert Horry    | 24   | 22 | 22 | 38.2 | 4.2  | 9.5  | .445  | 2.0 | 5.0 | .400 | 2.6 | 3.5 | .744  | 1.8 | 5.2 | 7.0  | 3.5 | 1.5 | 1.2 | 1.1 | 3.1 | 13.1 |
| 4  | Kenny Smith     | 29   | 22 | 22 | 29.6 | 3.5  | 8.1  | .438  | 2.1 | 4.7 | .442 | 1.6 | 1.8 | .900  | 0.3 | 1.9 | 2.2  | 4.5 | 0.6 | 0.1 | 1.4 | 2.1 | 10.8 |
| 5  | Mario Elie      | 31   | 22 | 6  | 28.9 | 3.1  | 6.2  | .504  | 1.3 | 3.0 | .431 | 1.6 | 2.0 | .795  | 0.9 | 2.0 | 2.8  | 2.5 | 1.0 | 0.0 | 1.0 | 2.5 | 9.1  |
| 6  | Sam Cassell     | 25   | 22 | 0  | 22.0 | 3.4  | 7.7  | .438  | 1.1 | 2.7 | .400 | 3.2 | 3.9 | .835  | 0.4 | 1.5 | 1.9  | 4.0 | 1.0 | 0.1 | 1.5 | 3.0 | 11.0 |
| 7  | Pete Chilcutt   | 26   | 20 | 15 | 16.2 | 1.6  | 3.2  | .484  | 0.7 | 1.8 | .389 | 0.7 | 0.9 | .824  | 0.8 | 2.2 | 2.9  | 0.9 | 0.4 | 0.2 | 0.6 | 2.0 | 4.5  |
| 8  | Vernon Maxwell  | 29   | 1  | 0  | 16.0 | 1.0  | 7.0  | .143  | 0.0 | 2.0 | .000 | 1.0 | 1.0 | 1.000 | 0.0 | 3.0 | 3.0  | 1.0 | 0.0 | 0.0 | 1.0 | 1.0 | 3.0  |
| 9  | Chucky Brown    | 26   | 21 | 1  | 15.5 | 1.6  | 3.6  | .447  | 0.0 | 0.1 | .500 | 1.2 | 1.8 | .676  | 1.0 | 2.1 | 3.1  | 0.3 | 0.4 | 0.1 | 0.6 | 2.2 | 4.5  |
| 10 | Charles Jones   | 37   | 19 | 0  | 12.5 | 0.3  | 0.7  | .385  | 0.0 | 0.1 | .000 | 0.2 | 0.6 | .333  | 0.6 | 1.7 | 2.3  | 0.0 | 0.2 | 0.5 | 0.3 | 2.9 | 0.7  |
| 11 | Carl Herrera    | 28   | 1  | 0  | 6.0  | 1.0  | 1.0  | 1.000 | 0.0 | 0.0 |      | 0.0 | 0.0 |       | 0.0 | 0.0 | 0.0  | 1.0 | 0.0 | 0.0 | 0.0 | 0.0 | 2.0  |
| 12 | Žan Tabak       | 24   | 8  | 0  | 3.9  | 0.3  | 0.6  | .400  | 0.0 | 0.0 |      | 0.3 | 0.3 | 1.000 | 0.1 | 0.0 | 0.1  | 0.1 | 0.1 | 0.4 | 0.3 | 0.6 | 0.8  |

## Galardones y récords
| Jugador         | Galardón                                                            |
| Hakeem Olajuwon | MVP de las Finales de la NBA 3.er Mejor quinteto de la NBA All-Star |